# Quyền LGBT ở El Salvador
Quyền đồng tính nữ, đồng tính nam, song tính và chuyển giới ở El Salvador có thể phải đối mặt với những thách thức pháp lý mà những người không - LGBT không gặp phải.  Cả hai hoạt động tình dục đồng giới nam và nữ đều hợp pháp trong El Salvador, nhưng các cặp vợ chồng và hộ gia đình đồng giới do các cặp đồng giới đứng đầu không đủ điều kiện để có sự bảo vệ pháp lý giống nhau đối với các cặp vợ chồng khác giới.
Người LGBT ở El Salvador phải đối mặt với tỷ lệ bạo lực và giết người cao.  Khoảng 500 tội ác căm thù đối với người LGBT đã được báo cáo từ năm 1998 đến 2015. Để đáp lại, Hội đồng Lập pháp đã thông qua một đạo luật quy định hình phạt tù cho những tội ác thù hận đó.  Nhưng sự phân biệt đối xử vẫn còn phổ biến.  Năm 2018, Chính phủ đã phê duyệt chính sách mới, cho phép người LGBT nộp đơn khiếu nại pháp lý khi bị phân biệt đối xử.

## Bảng tóm tắt
| Hoạt động tình dục đồng giới hợp pháp                                                                                       | (Từ năm 1822)                  |
| Độ tuổi đồng ý | (Từ năm 1822)                  |
| Luật chống phân biệt đối xử chỉ trong việc làm                                                                              | (Từ năm 2018)                  |
| Luật chống phân biệt đối xử trong việc cung cấp hàng hóa và dịch vụ                                                         | (Từ năm 2018)                  |
| Luật chống phân biệt đối xử trong tất cả các lĩnh vực khác (bao gồm phân biệt đối xử gián tiếp, ngôn từ kích động thù địch) | (Từ năm 2018)                  |
| Luật tội ác căm thù bao gồm xu hướng tính dục và bản dạng giới                                                              | (Từ năm 2015)                  |
| Hôn nhân đồng giới | No                             |
| Công nhận các cặp đồng giới                                                                                                 | No                             |
| Nhận nuôi bởi những người LGBT                                                                                              | Yes                            |
| Con nuôi của các cặp vợ chồng đồng giới                                                                                     | No                             |
| Con nuôi chung của các cặp đồng giới                                                                                        | No                             |
| Người đồng tính nam, đồng tính nữ và song tính được phép phục vụ công khai trong quân đội                                   | Yes                            |
| Quyền thay đổi giới tính hợp pháp                                                                                           | No                             |
| Truy cập IVF cho đồng tính nữ                                                                                               | No                             |
| Làm cha mẹ tự động cho cả hai vợ chồng sau khi sinh                                                                         | No                             |
| Liệu pháp chuyển đổi bị cấm ở trẻ vị thành niên                                                                             | No                             |
| Mang thai hộ thương mại cho các cặp đồng tính nam                                                                           | (Cấm bất kể xu hướng tình dục) |
| Nam quan hệ tình dục với nam được phép hiến máu                                                                             | Yes                            |